# Chance the Rapper
Chance the Rapper, vlastním jménem Chancelor Bennett, (16. dubna 1993) je americký rapper. Vyrůstal jako starší ze dvou bratrů na předměstí Chicaga. Svůj první mixtape nazvaný #10Day vydal v roce 2011. Druhý mixtape Acid Rap pak následoval v roce 2013. Roku 2012 se podílel na písni „They Don't Like Me“ vydané na mixtape Royalty rappera Donalda Glovera. V roce 2015 se podílel na albu Surf od skupiny Donnie Trumpet & The Social Experiment. Rovněž spolupracoval s rapperem Lil B na nahrávce Free.